# Enrique Pelayo Torres
Enrique Pelayo Torres (Mexicali, Baja California; 28 de septiembre de 1950) es un político y contador público mexicano, militante del Partido Revolucionario Institucional. Desde el 2010 y hasta el 30 de noviembre del 2013 fungió como Presidente Municipal de Ensenada, tras ganar las elecciones en Baja California de 2010 con la coalición "Por Un Gobierno Responsable" formada por el PVEM y el PRI y suceder en el cargo al anterior edil Pablo Alejo López Nuñez.

## Controversias
En octubre de 2013, Pelayo Torres fue acusado públicamente por diversos medios de comunicación, tras descubrir que el 27 de septiembre del mismo año, y faltando pocos meses para su salida, se había llamado a una “consulta pública” en el edificio del Ayuntamiento para plantear modificaciones al Programa Sectorial, que pretendía modificar el uso de suelo en el centro del Valle de Guadalupe -donde se ubican los viñedos y terrenos de uso agrícola en la región-, para que el desarrollador inmobiliario Carlos Lagos, por medio de su empresa Desarrollo Inmobiliario Lagos, pudiese construir miles de casas de interés social, campos de golf, entre otros en la zona.
Finalmente y contrario a la opinión del pueblo sin avisarle a ningún ciudadano y votando el tema que habían señalado como no tratable, el Ayuntamiento de Ensenada, votó a favor del cambio de uso de suelo en el Valle de Guadalupe. Pelayo Torres (quien se abstuvo en la votación) se deslindó de dicho dictamen bajo el argumento de "no haber votado a favor". Dicho dictamen generó reclamos por parte de la ciudadanía y reclamos por parte de los habitantes de El Porvenir, Francisco Zarco y San Antonio de las Minas, poblaciones que forman el Valle de Guadalupe. Así mismo  hubo quejas por gente del ramo hotelero, de los vitivinicultores y empresarios en lo general, quienes con anterioridad habían acusado a Pelayo Torres de planear dichas modificaciones al uso de suelo en el valle mediante una serie de consultas ciudadanas completamente irregulares.
Entre los cambios más cuestionables se encuentran:

Articulo 13.- Se autorizaron: Áreas urbanizables, Proyectos de vivienda aislada en zona agrícola, Proyectos de vivienda agrupada (cluster) en zona agrícola, Conjuntos plurifamiliares, entre otros.

Articulo 26.- Se quitó la opinión y representación ciudadana en La Comisión de Desarrollo Integral, encargada de verificar que se cumpliera el programa vigente a los miembros de la zona.

Tras dichas modificaciones, el comité de PROVINO, encargado de la preparación, celebración y organización de las Fiestas de la Vendimia, acordó que en forma de protesta y por unanimidad, se cancelarían las fiestas de las vendimias del 2014, en caso de continuar con dicho reglamento de zonificación para el valle. Tras las enérgicas protestas por parte de la ciudadanía, la Junta de Coordinación Política del Congreso de Baja California señaló que solicitaría al gobernador de Baja California Francisco Vega, no publicar la modificación en el Diario Oficial del Estado, hasta que no exista un análisis exhaustivo del tema, y que no se ponga en daño la vocación vitivinícola del Valle de Guadalupe, de donde emerge el 90% del vino mexicano.
Ante dicha petición, el mismo 15 de noviembre, el Gobernador de Baja California, Francisco Vega, pronunció en rueda de prensa que “el valle no se toca” y solicitó al comité de PROVINO revisar la situación y factibilidad con interés a que las Fiestas de la Vendimia del 2014 se lleven a cabo, en donde señaló, no solo apoyaría su celebración, sino que buscaría contribuir a su mejoramiento por medio de la SECTURE.